# Za Barje
Za Barje (ili Škoj od Barja) je nenaseljeni otočić u otočju Lastovci, istočno od Lastova. Od obale Lastova je udaljen samo 100 metara.
Površina otoka je 9237 m2, duljina obalne crte 452 m, a visina 19 metara.